# 4461 Sayama
4461 Sayama је астероид главног астероидног појаса чија средња удаљеност од Сунца износи 2,853 астрономских јединица (АЈ).
Апсолутна магнитуда астероида је 11,6.